# Юх, Карл-Вильгельм
Карл-Вильгельм Юх (нем. Carl Wilhelm Juch; 30 ноября 1774, Мюльхаузен (Тюрингия) — 9 марта 1821, Аугсбург) — немецкий фармаколог, врач, химик, издатель первого трактата по фармакопее Pharmacopoea Borussica или Прусской фармакопеи, доктор наук, профессор медицины и химии Альтдорфского университета.

## Биография
Сын городского врача. С двенадцати лет обучался профессии фармацевта. Изучал медицину и философию в Эрфурте у Иоганна Бартоломеуса Троммсдорфа. Позже поступил в Йенский университет имени Фридриха Шиллера, где изучал медицину, хирургию, философию, химию и естествознание. Получил докторскую степень в Вюрцбурге в 1800 году. Посетил  Вену, Венгрию, Богемию, Италию, Зальцбург и Тироль, посещал там больницы, занимался врачебной практикой.
С 1805 года — профессор диететики, химии и естественной истории в лицее в Мюнхене, затем в политехническом институте в Аугсбурге. Профессор медицины и химии Альтдорфского университета.
Был членом Ботанического общества в Регенсбурге, Физического общества в Йене, Физико-математического общества в Эрфурте и Минералогического общества в Йене. Тайный советник Баварии.

## Избранные труды
- «Europens vorzüglichere Bedürfnisse des Auslandes und deren Surrogate botanisch und chemisch betrachtet u. s. w.» (Нюрнберг, 1800);
- «Ideen zu einer Zoochemie, systematisch dargestellt» (Эрфурт, 1800);
- «Handbuch zu einer pharmaceutischen Botanik» (Нюрнберг, 1801—1804);
- «System d. Antiphlogistischen Chemie» (Нюрнберг, 1803) и др.